# 中菱エンジニアリング
中菱エンジニアリング株式会社（ちゅうりょうエンジニアリング、英: CHURYO ENGINEERING CO.,LTD.）は、愛知県名古屋市中区に本社を置く総合エンジニアリング企業。

## 概要
三菱重工業株式会社の100%子会社で航空宇宙分野や冷熱機器・産業機械分野の製品の設計や開発、実験計測やソフトウェアの開発を行っている。

## 沿革
- 1961年（昭和36年）10月 - 神菱エンジニアリング株式会社（現・MHIニュークリアシステムズ・ソリューションエンジニアリング株式会社）の名古屋出張所として開設される[1]。
- 1974年（昭和49年）10月 - 西菱エンジニアリング株式会社より分離独立[1]。
- 1977年（昭和52年）10月 - 自動車部門を日本自動車エンジニアリング株式会社（現・三菱自動車エンジニアリング株式会社）として分離[1]。
- 1978年（昭和53年）10月 - 複写業務を菱重印刷株式会社（現・株式会社リョーイン）に移管[1]。

## 事業所
- 本社（愛知県名古屋市中区）[3]
- 航空宇宙事業部（愛知県名古屋市港区）[3]
- 誘導・エンジン事業部（愛知県小牧市）[3]
- 冷熱・産業機械事業部（冷熱技術部、愛知県清須市）[3]
- 冷熱・産業機械事業部（産業機械技術部、愛知県名古屋市中村区）[3]